# Jaime Pinto
Jaime René Pinto Bravo (9 de octubre de 1939) es un tenista chileno. Es el esposo de la extenista argentino-chilena Ana Arias.
Compitió en categoría adulta en las décadas de 1960 y 1970. Fue jugador del equipo chileno de Copa Davis en 1963, 1965, 1967 a 1969, 1972 y 1975. De sus 28 partidos en este torneo, ganó 15 y perdió 13. Actualmente compite en el Circuito Veterano de la Federación Internacional de Tenis. En 2016 finalizó la temporada como el «mejor tenista masculino individual entre 75 y 79 años del mundo».
El sistema electrónico del ranking ATP comenzó cuando Jaime tenía 33 años y llevaba 15 de carrera. En esa clasificación obtuvo el 73.er puesto, su mejor posición, en agosto de 1973.